# Buffet froid
 (octobre 2022).
Si vous disposez d'ouvrages ou d'articles de référence ou si vous connaissez des sites web de qualité traitant du thème abordé ici, merci de compléter l'article en donnant les références utiles à sa vérifiabilité et en les liant à la section « Notes et références ».
Pour les articles homonymes, voir Buffet.
Pour plus de détails, voir Fiche technique et Distribution.
Buffet froid est un film français écrit et réalisé par Bertrand Blier, sorti en 1979.
Comédie à l'humour noir et absurde, le cinquième long-métrage de fiction du réalisateur, écrit en deux semaines par ce dernier en se basant sur la personnalité de Gérard Depardieu,, raconte l'histoire de trois hommes, un chômeur (Gérard Depardieu), un inspecteur de police (Bernard Blier) et un assassin (Jean Carmet), qui se retrouvent entraînés dans une série d’événements surréalistes et de meurtres absurdes. Geneviève Page, Denise Gence, Michel Serrault et Carole Bouquet, entre autres, complètent la distribution de ce film.
Considéré comme le chef-d'œuvre de la carrière de Bertrand Blier, malgré son échec commercial, le film est largement salué par la critique.

## Synopsis
Dans une gare déserte du RER parisien en soirée, Alphonse Tram, trentenaire au chômage qui ne se sépare jamais de son couteau et de son manteau, fait la rencontre d'un comptable avec lequel il tente d'entamer une conversation, tout en lui montrant son cran d'arrêt. Mais le quidam, agacé par son interlocuteur, laisse Alphonse seul, dont le couteau a entre-temps disparu, quand un train arrive. Dans la même soirée, Alphonse retrouve le comptable avec son couteau planté dans le ventre en train d'agoniser. Pris de compassion, Alphonse assiste aux derniers moments du comptable avant de rentrer chez lui dans une tour où sa femme et lui sont les seuls résidents. Néanmoins, Alphonse apprend qu'un étrange inspecteur de police, Morvandiau, vient de s'installer dans la tour, avec lequel il bavarde. Il sera révélé que Morvandiau, autrefois marié à une musicienne, l'a assassinée en l'électrocutant car ne supportant plus la musique qu'elle jouait. Quelques instants plus tard, Alphonse se rend de nouveau chez l'inspecteur quand sa femme vient d'être assassinée par un homme paranoïaque qui s'est présenté chez lui pour lui confesser son crime, pris toutefois à la légère par le jeune veuf et le policier. Le trio sympathise toutefois et se retrouve entraîné dans une série de situations rocambolesques et absurdes qui commence quand un inconnu se présente chez Alphonse pour l'incriminer dans le meurtre du quidam et le fait chanter pour que lui et le trio tuent un gêneur. Le trio s'exécute mais découvre que sa cible est l'inconnu. L'encombrante veuve de ce dernier s'installe en leur compagnie.
Le lendemain, un médecin est appelé par Alphonse pour soigner la veuve, malade, avant de la violer et d'être assassiné par cette dernière. Alphonse et Morvandiau se débarrassent du corps du médecin, mais leur périple va les mener à tuer des musiciens, tandis que l'assassin paranoïaque ne peut pas s'empêcher de tuer la veuve. Pour échapper à cette atmosphère pesante, les trois hommes partent à la campagne pour se ressourcer, mais leur quiétude est interrompue quand un tueur à gages, venu pour tuer Alphonse, abat par erreur l'assassin. Alors qu'ils poursuivent le tueur à gages, Alphonse et Morvandiau sont aidés par une mystérieuse et séduisante jeune femme dans leur poursuite, qui se conclut dans une barque. Le tueur à gages est poignardé par Alphonse, qui se débarrasse aussi de Morvandiau en le noyant après avoir découvert qu'il ne savait pas nager. Seul avec la jeune femme dans la barque, Alphonse sera toutefois tué par cette dernière, venue venger le meurtre de son père, le comptable du métro.

## Fiche technique
- Titre original : Buffet froid
- Réalisation et scénario : Bertrand Blier
- Conseiller musical : Philippe Sarde
- Décors : Théobald Meurisse
- Costumes : Michèle Cerf
- Photographie : Jean Penzer
- Son : Jean-Pierre Ruh
- Montage : Claudine Merlin
- Production : Alain Sarde
- Sociétés de production : Sara Films et Antenne 2
- Société de distribution : UGC
- Pays d’origine :  France
- Langue originale : français
- Format : couleur (Eastmancolor) - 35 mm - 1,66:1 - son monophonique
- Genre : comédie noire
- Durée : 89 minutes
- Dates de sortie : 19 décembre 1979 en France
- Classification CNC[5] : tous publics, art et essai (visa d'exploitation no 51207 délivré le 23 janvier 1980)
- Classification CSA (télévision) : déconseillé aux moins de 10 ans
- Affiche : René Ferracci (France)

## Distribution
- Gérard Depardieu : Alphonse Tram
- Bernard Blier : inspecteur Morvandiau
- Jean Carmet : le vieil assassin
- Michel Serrault : le comptable
- Jean Rougerie : Eugène Léonard
- Geneviève Page : Geneviève Léonard
- Carole Bouquet : la jeune fille
- Jean Benguigui : le tueur à gages
- Bernard Crombey : le médecin
- Liliane Rovère : l'épouse d'Alphonse Tram
- Denise Gence : l'hôtesse au château
- Michel Fortin : le locataire musicien
- Marco Perrin : l'homme dérangé en pleine nuit
- Roger Riffard : le garde de la tour

## Production
L'idée de Buffet froid est née d'un rêve que Bertrand Blier faisait régulièrement dans lequel il se faisait poursuivre par des policiers. Il s'est également inspiré de la personnalité de Gérard Depardieu pour écrire en un seul jet ce script surréaliste en deux semaines.
Dans son autobiographie, Bertrand Blier écrit à propos de la genèse du film : « L'idée de départ était le meurtre gratuit. Le genre : « J'ai un couteau dans la main ; je vous le plante dans le ventre ; quel effet cela vous fait ? » L'idée s'était étoffée à partir du choix de Depardieu. À l'époque, je faisais un rêve récurrent : j'étais poursuivi par la police et on m'arrêtait — ça m'est passé un peu depuis que je prends des somnifères. Depardieu a fait sien ce fantasme. Parmi tous les acteurs que je connais, Gérard est le seul à qui on peut faire jouer un tel rôle. C'est un "homme-couteau" par excellence. D'ailleurs, dans la vie, il a toujours un couteau dans sa poche ou à la main. Il taille des branches ou toute autre chose. Donc Depardieu (personnage-acteur) s'est approprié mon idée de meurtre gratuit et moi j'ai brodé là-dessus. Qui dit meurtres dit cadavres, qui dit cadavres dit flics, qui dit flics, etc.. »
Le réalisateur et scénariste vient de remporter l'Oscar du meilleur film étranger pour Préparez vos mouchoirs et livre son scénario à plusieurs producteurs pour trouver un financement, mais le sujet ne les emballe pas,. C'est finalement grâce à Alain Sarde que Bertrand Blier parvient à faire Buffet froid. Pour incarner le trio, le réalisateur fait appel à Gérard Depardieu, Jean Carmet, mais aussi à son père, Bernard Blier, qui avait tourné à deux reprises sous la direction de son fils (Si j'étais un espion et Calmos). Le film marque aussi l'un des premiers rôles au cinéma de Carole Bouquet, révélée deux ans auparavant dans Cet obscur objet du désir de Luis Buñuel.

### Tournage
Les scènes « urbaines » furent tournées à Créteil, dans des quartiers encore en chantier, ainsi qu'à Boissy-Saint-Léger (la scène où le personnage de Jean Carmet est abandonné)[réf. nécessaire].

## Musique
Le film n’a aucune musique en dehors de la musique de chambre de Johannes Brahms, utilisée à trois reprises : 

- À l’arrivée d’Alphonse et Morvandiau (qui s’improvisent médecins de nuit) à la réception donnée Villa des Roses, un orchestre joue le premier mouvement du Quatuor à cordes en ut mineur opus 51 n°1.

- Ils sont ensuite conduits par la maîtresse de maison dans une chambre de la villa, au chevet du soi-disant malade. Il n'y a personne dans la chambre. Morvandiau, décrété malade par la maîtresse de maison, est allongé dans le lit immense. Il est paniqué. Des musiciens entrent dans la chambre, s’installent face au lit et entament le premier mouvement du Quintette à cordes en sol majeur n°2 opus 111.

- Lors de la dernière scène du film, Alphonse se retrouve seul avec la mystérieuse jeune femme, sur un lac, dans une barque. On entend le premier mouvement du Sextuor en sol majeur n°2 opus 36. Le mouvement se poursuit lors du générique de fin.

Les performances entendues dans le film, enregistrées entre 1971 et 1974, ont été éditées en format vinyl en 1976 par le label hongrois Hungaroton dans le cadre d’une intégrale de la musique de chambre de Johannes Brahms. Elles ont été rééditées en format numérique en 2014. Elles sont exécutées par le Quatuor Bartók, augmenté par des membres du Quatuor Tatrai.

## Accueil
Lors de sa sortie en salles en 1979, Buffet froid connut un succès critique, davantage que public, totalisant 777 127 entrées en France.

### Réception critique
Buffet froid est largement salué par la critique au moment de sa sortie. Pour Le Monde, la qualité majeure du film est qu'« il nous change des rengaines habituelles du cinéma français », le qualifiant d'« incongru, truculent, désinvolte, délirant et parfaitement gratuit » ainsi que « film d'auteur (...) qui nous confirme que Bertrand Blier a des idées et un style [...] bien à lui ». L'Express écrit qu'il s'agit d'un « délire glacial d'un potache saturé de Kafka et d'Almanach Vermot » et qu'il « est un film drôle ». Selon Le Figaro, « la mise en scène établit un rapport dramatique et visuel tout à fait surprenant entre le décor, les objets et les personnages, et cela avec une clarté, une distance et une précision qui forcent l'admiration ».
Plusieurs années après sa sortie, le film continue d'obtenir des éloges. Dans son Guide des Films, Jean Tulard note que « ce film à l'humour noir insolite, illogique, inquiétant, qui flirte avec le surréalisme, est une plongée cauchemardesque dans notre univers déshumanisé où la peur et la solitude sont le lot de nos cités de béton et de nos campagnes désertées. Une comédie, souvent fort drôle, qui fait froid dans le dos » et Jacques Siclier, auteur du livre Le Cinéma français (1968-1990) écrit que Buffet froid est « un film insolite, unique, dans le cinéma français contemporain, dont l'humour noir et les situations absurdes font penser à Beckett et à Ionesco ».

### Box-office
Ce film a totalisé 777 127 entrées et ne figure pas au Box Office : un échec commercial...
Sorti en salles à l'approche des fêtes de Noel 1979, Buffet froid ne parvient qu'à prendre la douzième place du box-office avec plus de 86 000 entrées en première semaine d'exploitation, alors que Préparez vos mouchoirs avait réussi à faire plus de 134 000 entrées en première semaine en janvier 1978. Le film avait réuni 561 286 entrées durant l'année 1980. Le film se hisse à la 44e place du box-office des films sortis en 1979 avec 749 504 entrées.
Dans certains cinémas, des spectateurs ayant vu le film demandèrent à se faire rembourser comme après une mauvaise pièce de théâtre.
| Semaine                               | Rang | Entrées | Cumul   | no 1 du box-office hebdo.       |
| ------------------------------------- | ---- | ------- | ------- | ------------------------------- |
| du 19 au 25 décembre 1979             | 12   | 86 545  | 86 746  | Le Livre de la Jungle           |
| du 26 décembre 1979 au 8 janvier 1980 | 7    | 94 347  | 282 955 | I… comme Icare                  |
| du 9 janvier au 15 janvier 1980       | 11   | 62 810  | 345 765 | La Femme flic                   |
| du 16 au 22 janvier 1980              | 11   | 60 215  | 405 980 | La Femme flic                   |
| du 23 au 29 janvier 1980              | 15   | 46 115  | 452 095 | C'est pas moi, c'est lui        |
| du 30 janvier au 5 février 1980       | 13   | 51 841  | 503 936 | C'est pas moi, c'est lui        |
| du 6 au 12 février 1980               | 19   | 39 399  | 543 335 | On a volé la cuisse de Jupiter  |
| du 13 au 19 février 1980              | 18   | 42 654  | 585 989 | On a volé la cuisse de Jupiter  |
| du 20 au 26 février 1980              | 23   | 32 967  | 618 956 | On a volé la cuisse de Jupiter  |
| du 27 février au 4 mars 1980          | 30   | 23 217  | 642 173 | Amityville, la maison du diable |

## Distinctions

### Récompense
- César du meilleur scénario en 1980

### Nominations
- Nominations aux Césars de meilleure photographie, des meilleurs décors, et du meilleur montage en 1980

## Analyse
L'intrigue de cette comédie dramatique est pleine d'humour noir et grinçant. On ignore la plupart des raisons qui poussent les protagonistes à agir systématiquement à l'inverse de ce que l'on peut attendre d'eux. Ainsi, l'inspecteur de police admet les meurtres, en commet lui-même et prétend ne pas s'en préoccuper en dehors de son service.
Le style du film est fortement empreint de surréalisme, proche des films de Luis Buñuel. On pense aussi au théâtre d'Alfred Jarry et d'Eugène Ionesco.
La mise en scène de la station de RER de La Défense, alors en fin de construction avec des tours qui n'accueillaient pas encore chaque jour 170 000 voyageurs comme aujourd'hui, présente un espace urbain déshumanisé, froid et angoissant, filmé de nuit, dans lequel les seules rencontres à attendre sont des êtres en marge.

## Autour du film
- C'est le dernier film où le fils Bertrand Blier met en scène son père Bernard, après Si j'étais un espion (1967) et Calmos (1976).
- La scène dans le RER, au début du film, a initialement été tournée avec Jacques Rispal dans le rôle du comptable assassiné. Mécontent du résultat, Bertrand Blier fit appel à Michel Serrault (non crédité au générique) pour le remplacer.
- Dans son hors-série no 20 d'octobre 2012, le magazine Studio Ciné Live classe Buffet froid dans ses 100 films qu'il faut voir avant de mourir.

### Sortie vidéo
Le film est édité pour la première fois en Blu-ray le 1er février 2020 par StudioCanal.